# Senfølger af seksuelle overgreb i barndommen
Senfølger af seksuelle overgreb i barndommen kan karakteriseres som en lang række mulige psykiske, fysiske, følelsesmæssige, sociale og eksistentielle problemer, der er en følge af overgrebene og de øvrige opvækstforhold. Det er individuelt, hvilke senfølger det enkelte menneske udvikler og i hvilken grad. Da der ikke findes en samlet diagnose for senfølger, fører det ofte til, at der stilles mange forskellige diagnoser.
Nogle typiske senfølger er PTSD, smertetilstande, mangel på tillid til andre, lavt selvværd, angst, depression, selvskade, suicidal adfærd og problemer med sin seksualitet.

## Omfang og faktorer
At det er svært at kategorisere senfølger, kan blandt andet skyldes, at ikke alle, der har været udsat for seksuelle overgreb i barndommen, udvikler senfølger. Blandt forskere er der uenighed om, hvilke faktorer der spiller ind i forhold til, om en person udvikler senfølger men der synes dog at være enighed om betydning af tre faktorer:
- Overgrebets karakter: Jo mere alvorlige overgreb barnet er blevet udsat for, des større er risikoen for at udvikle senfølger.
- Tilknytning til krænkeren: Risikoen for at udvikle senfølger stiger, hvis overgrebene begås af en person, der er i tæt relation til barnet.
- Varighed: Jo længere periode barnet er blevet krænket over, desto større er risikoen for at udvikle senfølger.[2]

Voksne med senfølger fylder meget i psykiatrien, f.eks. viser en undersøgelse, at blandt voksne med psykoser har næsten 70% af kvinderne og 60% af mændene  oplevet vold eller seksuelle overgreb i barndommen. En anden undersøgelse viser, at  70-80% af kvinder på psykiatrisk afdelinger har været udsat for seksuelle overgreb.
Der findes meget lidt forskning i Danmark omkring overgreb og senfølger. I den seneste undersøgelse anslås, at op mod 2 % af en årgang har været udsat for seksuelle krænkelser, inden de er fyldt 15 år hvilket svarer til 1.200 børn fra hver årgang.. Andre undersøgelser estimerer, at det drejer sig om langt højere tal. Blandt andet er der i Norge lavet en undersøgelse, der er baseret på et repræsentativt udsnit af den norske befolkning og der er resultatet, at 24,3 % af kvinderne og 12 % af mændene har oplevet seksuelle overgreb inden det fyldte 16. år.
Én af grundene til, at det kan være vanskeligt at undersøge omfanget af seksuelle overgreb i barndommen, er, at oplysningerne typisk er baseret på voksnes erindringer. Det skaber visse forskningsmæssige problemer, da den voksne have svært ved at huske konkret, hvad der foregik og i mange tilfælde kan erindringerne være udvisket eller fortrængt. Det medfører en risiko for underrapportering af problemets omfang samt, at der i enkelte tilfælde kan opstå tvivl om, hvorvidt problemer i voksenlivet kan tilskrives senfølger af seksuelle overgreb i barndommen.

## Hvorfor opstår senfølger?
Når et barn udsættes for overgreb påvirker det hele barnets organisme. Der vil kort fortalt opstå både et choktraume, da barnets nervesystem overbelastes og et tilknytningstraume, da barnets basale tillid til sig selv og andre ødelægges. Uanset om overgrebene sker i hjemmet eller udenfor hjemmet, lever barnet i et følelsesmæssigt kaos, så det må prøve at skabe en fornemmelse af kontrol. Det fører til, at barnet skaber nogle bevidste eller ubevidste mestrings- eller overlevelsesstrategier. Det kan f.eks. være ved at påtage sig skylden, udvikle en spiseforstyrrelse eller anden selvskadende adfærd, isolere sig o.a.
Fysisk kan den vedvarende overbelastning medføre f.eks. manglende koncentrationsevne, hyppige anfald af mave- eller hovedpine, overvældende træthed og andre neurologiske og somatiske symptomer. Når barnet bliver voksent tjener barndommens mestrings- og overlevelsesstrategier ikke længere noget formål og bliver i stedet til pinefulde symptomer. Når disse symptomer ses som selve problemet og ikke forstås ud fra den funktion, de engang havde, kommer der meget let til at ske en symptombehandling, der måske bedrer men ikke helbreder.

## Læringsmateriale om senfølger
Landsforeningen Spor har i samarbejde med Offerfonden udarbejdet en hjemmeside med læringsmateriale om senfølger til gavn for senfølgeramte, pårørende og fagpersoner.